# Nana Miyagi
Nana Miyagi, coneguda també com Nana Smith (Seattle, 10 d'abril de 1971) és una tennista estatunidenca que va jugar representant el Japó entre els anys 1988 i 2006.

## Carrera
Miyagi, que jugava amb la mà dreta i colpejava tant el dret com el revés amb les dues mans, va jugar amb el Japó, país on va passar gran part de la seva infància. Durant tota la seva carrera va utilitzar el cognom de la seva mare.
Va arribar a figurar entre les 15 millors tennistes en dobles i va jugar a tots els tornejos de Grand Slam, tant en individuals com en dobles: l'Open d'Austràlia, el Torneig de Roland Garros, Wimbledon i l'Open dels Estats Units. Present a la competició des del 1988, com a professional, va aconseguir la seva primera victòria entre els 10 primers en individuals l'any 1994, sobre l'aleshores número 8 del món, Lindsay Davenport, i també va aconseguir victòries sobre moltes jugadores del top 20, inclosa Martina Hingis. La seva classificació més alta en individuals és el lloc 51, que va assolir el febrer de 1995. Va guanyar quatre títols individuals al circuit de la ITF.
La seva carrera en dobles va ser més exitosa. Va aconseguir un rànquing més alt de 12 el 1997, guanyant 10 títols WTA i 31 títols addicionals de la ITF. A més, va arribar a les semifinals de l'Open dels Estats Units de 1993 amb Yayuk Basuki, i va aconseguir una victòria notable sobre Serena i Venus Williams a l'Open d'Austràlia de 1998, amb Naoko Kijimuta.
També va guanyar dues medalles als Jocs Asiàtics de Bangkok de 1998: va guanyar l'or en dobles mixtes amb Satoshi Iwabuchi i el bronze en dobles femenins amb Rika Hiraki.
Fent parella amb Ai Sugiyama, va prendre part en els Jocs Olímpics d'Estiu de 2000, disputats a Sydney.
Nana Miyagi va disputar el seu darrer partit de dobles femenins a l'Open d'Austràlia de 2005.

## Finals de la WTA
| Llegenda    |
| Tier I      |
| Tier II     |
| Tier III    |
| Tier IV & V |

### Individuals: 1 (subcampiona)
| Resultat  | Núm. | Data                 | Torneig             | Superfície | Contrincant   | Puntuació |
| --------- | ---- | -------------------- | ------------------- | ---------- | ------------- | --------- |
| Finalista | 1.   | 13 d'octubre de 1996 | Clàssic de Surabaya | Pista dura | Wang Shi-ting | 4–6, 0–6  |

### Dobles: 22 (10 títols, 12 subcampiona)
| Resultat  | Núm. | Data             | Torneig                                 | Superfície   | Parella              | Contrincants                                | Puntuació     |
| --------- | ---- | ---------------- | --------------------------------------- | ------------ | -------------------- | ------------------------------------------- | ------------- |
| Finalista | 1.   | abril de 1989    | Campionat de Taipei                     | Pista dura   | Cecilia Dahlman      | Maria Lindström Heather Ludloff             | 6–4, 5–7, 3–6 |
| Campiona  | 2.   | agost de 1990    | Open d'Schenectady                      | Pista dura   | Alysia May           | Linda Ferrando Wiltrud Probst               | 6–4, 5–7, 6–3 |
| Campiona  | 3.   | abril de 1991    | PTT Pattaya Open                        | Pista dura   | Suzanna Anggarkusuma | Rika Hiraki Akemi Nishiya                   | 6–1, 6–4      |
| Finalista | 4.   | setembre de 1992 | Campionat de Tòquio                     | Pista dura   | Yayuk Basuki         | Mary Joe Fernandez Robin White              | 4–6, 4–6      |
| Campiona  | 5.   | octubre de 1993  | Open de Sapporo                         | Pista dura   | Yayuk Basuki         | Yone Kamio Naoko Kijimuta                   | 6–4, 6–2      |
| Campiona  | 6.   | octubre de 1993  | Campionat de Taipei                     | Pista dura   | Yayuk Basuki         | Jo-Anne Faull Kristine Kunce                | 6–4, 6–2      |
| Finalista | 7.   | abril de 1994    | Campionat de Tòquio                     | Pista dura   | Yayuk Basuki         | Mami Donoshiro Ai Sugiyama                  | 4–6, 1–6      |
| Finalista | 8.   | abril de 1994    | PTT Pattaya Open                        | Pista dura   | Yayuk Basuki         | Patty Fendick Meredith McGrath              | 6–7, 6–3, 3–6 |
| Finalista | 9.   | octubre de 1995  | Clàssic de Surabaya                     | Pista dura   | Stephanie Reece      | Petra Kamstra Tina Križan                   | 6–2, 4–6, 1–6 |
| Finalista | 10.  | novembre de 1995 | PTT Pattaya Open                        | Pista dura   | Kristin Godridge     | Jill Hetherington Kristine Kunce            | 6–2, 4–6, 3–6 |
| Finalista | 11.  | novembre de 1996 | Ameritech Cup, Chicago                  | Catifa       | Angela Lettiere      | Lisa Raymond Rennae Stubbs                  | 1–6, 1–6      |
| Finalista | 12.  | novembre de 1996 | PTT Pattaya Open                        | Pista dura   | Tina Križan          | Miho Saeki Yuka Yoshida                     | 2–6, 3–6      |
| Campiona  | 13.  | gener de 1997    | Clàssic Gold Coast                      | Pista dura   | Naoko Kijimuta       | Ruxandra Dragomir Silvia Farina             | 7–6, 6–1      |
| Campiona  | 14.  | gener de 1997    | Hobart International                    | Pista dura   | Naoko Kijimuta       | Barbara Rittner Dominique Van Roost         | 6–3, 6–1      |
| Campiona  | 15.  | febrer de 1997   | Campionat Nacional indoor, Estats Units | Pista dura   | Rika Hiraki          | Marianne Werdel Tami Whitlinger             | 6–4, 6–1      |
| Finalista | 16.  | maig de 1997     | Campionat de dobles WTA                 | Terra batuda | Rachel McQuillan     | Nicole Arendt Manon Bollegraf               | 1–6, 6–3, 7–5 |
| Campiona  | 17.  | gener de 1998    | Open d'Auckland                         | Pista dura   | Tamarine Tanasugarn  | Julie Halard-Decugis Janette Husárová       | 7–6, 6–4      |
| Campiona  | 18.  | abril de 1998    | Open del Japó                           | Pista dura   | Naoko Kijimuta       | Amy Frazier Rika Hiraki                     | 6–3, 4–6, 6–4 |
| Finalista | 19.  | octubre de 2000  | Toyota Princess Cup, Japó               | Pista dura   | Paola Suárez         | Julie Halard-Decugis Ai Sugiyama            | 0–6, 2–6      |
| Campiona  | 20.  | octubre de 2002  | Open del Japó                           | Pista dura   | Shinobu Asagoe       | Svetlana Kuznetsova Arantxa Sánchez Vicario | 6–4, 4–6, 6–4 |
| Finalista | 21.  | març de 2003     | Open de Miami                           | Pista dura   | Shinobu Asagoe       | Liezel Huber Magdalena Maleeva              | 4–6, 6–3, 5–7 |
| Finalista | 22.  | abril de 2003    | Clàssic de Sarasota                     | Terra batuda | Shinobu Asagoe       | Liezel Huber Martina Navratilova            | 6–7, 3–6      |

## Finals del circuit de l'ITF
| Tornejos de 75.000 dòlars |
| Tornejos de 50.000 dòlars |
| Tornejos de 25.000 dòlars |
| Tornejos de 10.000 dòlars |

### Individuals: 11 (4–7)
| Resultat   | No. | Data                   | Torneig                      | Superfície | Adversària           | Puntuació          |
| ---------- | --- | ---------------------- | ---------------------------- | ---------- | -------------------- | ------------------ |
| Finalista  | 1.  | 7 d'agost de 1988      | Roanoke, Estats Units        | Pista dura | Sandra Birch         | 6–4, 1–6, 1–6      |
| Guanyadora | 2.  | 21 d'agost de 1988     | Chatham, Estats Units        | Pista dura | Eleni Rossides       | 6–0, 7–5           |
| Finalista  | 3.  | 26 de setembre de 1986 | Detroit, Estats Units        | Pista dura | Patricia Hy-Boulais  | 2–6, 2–6           |
| Finalista  | 4.  | 2 d'agost de 1992      | Williamsburg, Estats Units   | Pista dura | Stephanie Rehe       | 2–6, 6–0, 3–6      |
| Guanyadora | 5.  | 16 d'agost de 1992     | Virginia Beach, Estats Units | Pista dura | Nicole Arendt        | 6–2, 6–4           |
| Finalista  | 6.  | 5 de novembre de 1995  | Saga, Japó                   | Herba      | Kirrily Sharpe       | 3–6, 6–4, 1–6      |
| Finalista  | 7.  | 2 de novembre de 1997  | Austin, Estats Units         | Pista dura | Emmanuelle Gagliardi | 2–6, 6–3, 4–6      |
| Finalista  | 8.  | 4 d'abril de 1999      | Clermont, Estats Units       | Pista dura | Shinobu Asagoe       | 7–5, 4–6, 1–6      |
| Guanyadora | 9.  | 31 d'octubre de 1999   | Austin, Estats Units         | Pista dura | Meghann Shaughnessy  | 4–6, 6–2, 3–1 ret. |
| Guanyadora | 10. | 17 de juny de 2001     | Mt. Pleasant, Estats Units   | Pista dura | Megan Bradley        | 6–4, 6–3           |
| Finalista  | 11. | 14 d'octubre de 2001   | Saga, Japó                   | Herba      | Akiko Morigami       | 4–6, 5–7           |

### Dobles: 46 (31–15)
| Resultat   | Núm. | Data                   | Torneig                          | Surface      | Parella           | Contrincant                            | Puntuació               |
| ---------- | ---- | ---------------------- | -------------------------------- | ------------ | ----------------- | -------------------------------------- | ----------------------- |
| Finalista  | 1.   | 9 d'octubre de 1988    | Corpus Christi, Estats Units     | Pista dura   | Vincenza Procacci | Eleni Rossides Shaun Stafford          | 3–6, 6–3, 5–7           |
| Guanyadora | 2.   | 25 d'octubre de 1993   | Jakarta, Indonèsia               | Pista dura   | Ei Iida           | Robyn Mawdsley Julie Pullin            | 6–4, 7–5                |
| Guanyadora | 3.   | 11 d'agost de 1996     | Austin, Estats Units             | Pista dura   | Laxmi Poruri      | Audra Keller Tracey Morton-Rodgers     | 5–7, 7–5, 6–2           |
| Guanyadora | 4.   | 10 de febrer de 1997   | Midland, Estats Units            | Pista dura   | Angela Lettiere   | Janet Lee Lindsay Lee-Waters           | 6–3, 6–2                |
| Finalista  | 5.   | 4 d'agost de 1997      | Salt Lake City, Estats Units     | Pista dura   | Rachel McQuillan  | Debbie Graham Mariaan de Swardt        | 6–7, 5–7                |
| Finalista  | 6.   | 5 d'octubre de 1997    | Santa Clara, Estats Units        | Pista dura   | Rachel McQuillan  | Lisa McShea Nannie de Villiers         | 6–7, 6–7                |
| Guanyadora | 7.   | 26 d'octubre de 1997   | Houston, Estats Units            | Pista dura   | Rachel McQuillan  | Ginger Helgeson-Nielsen Kristine Kunce | 6–0, 3–6, 6–2           |
| Guanyadora | 8.   | 5 d'octubre de 1998    | Albuquerque, Estats Units        | Pista dura   | Rachel McQuillan  | Erika deLone Nicole Pratt              | 7–6, 6–2                |
| Guanyadora | 9.   | 25 d'octubre de 1998   | Houston, Estats Units            | Pista dura   | Miho Saeki        | Rika Hiraki Kim Eun-ha                 | 6–1, 4–6, 6–1           |
| Guanyadora | 10.  | 4 d'abril de 1999      | Claremont, Estats Units          | Pista dura   | Rachel McQuillan  | Rika Hiraki Nannie de Villiers         | 6–2, 6–3                |
| Finalista  | 11.  | 2 de maig de 1999      | Gifu, Japó                       | Catifa       | Shiho Hisamatsu   | Chae Kyung-yee Cho Yoon-jeong          | 2–6, 6–4, 2–6           |
| Guanyadora | 12.  | 25 de juliol de 1999   | Peachtree City, Estats Units     | Pista dura   | Rika Hiraki       | Annabel Ellwood Bryanne Stewart        | 6–4, 6–1                |
| Guanyadora | 13.  | 21 d'agost de 1999     | The Bronx, Estats Units          | Pista dura   | Surina De Beer    | Seda Noorlander Patricia Wartusch      | 3–6, 6–0, 6–3           |
| Guanyadora | 14.  | 26 de setembre de 1999 | Kirkland, Estats Units           | Pista dura   | Debbie Graham     | Rachel McQuillan Kristine Kunce        | 6–3, 6–1                |
| Guanyadora | 15.  | 3 d'octubre de 1999    | Santa Clara, Estats Units        | Pista dura   | Debbie Graham     | Nannie de Villiers Nicole Pratt        | 6–4, 6–4                |
| Guanyadora | 16.  | 10 d'octubre de 1999   | Albuquerque, Estats Units        | Pista dura   | Debbie Graham     | Marion Maruska Nirupama Sanjeev        | 6–4, 7–5                |
| Guanyadora | 17.  | 17 d'octubre de 1999   | Largo, Estats Units              | Pista dura   | Nicole Arendt     | Francesca Lubiani Samantha Reeves      | 6–2, 6–3                |
| Guanyadora | 18.  | 19 d'agost de 2000     | The Bronx, Estats Units          | Pista dura   | Surina De Beer    | Alexandra Fusai Émilie Loit            | 5–7, 6–4, 6–4           |
| Finalista  | 19.  | 23 d'octubre de 2000   | Dallas, Estats Units             | Pista dura   | Nirupama Sanjeev  | Brie Rippner Elena Tatarkova           | 3–6, 6–3, 3–6           |
| Guanyadora | 20.  | 30 d'octubre de 2000   | Hayward, Estats Units            | Pista dura   | Nirupama Sanjeev  | Kelly Liggan Milagros Sequera          | 4–2, 4–2                |
| Guanyadora | 21.  | 6 de novembre de 2000  | Pittsburgh, Estats Units         | Pista dura   | Nirupama Sanjeev  | Seda Noorlander Kirstin Freye          | 5–7, 6–4, 6–0           |
| Guanyadora | 22.  | 19 de novembre de 2000 | Naples, Estats Units             | Terra batuda | Elena Tatarkova   | Maret Ani Valentina Sassi              | 5–3, 2–4, 2–4, 5–3, 4–1 |
| Finalista  | 23.  | 8 d'abril de 2001      | West Palm Beach, Estats Units    | Terra batuda | Rika Hiraki       | Rachel McQuillan Lisa McShea           | 3–6, 3–6                |
| Guanyadora | 24.  | 13 de maig de 2001     | Fukuoka, Japó                    | Pista dura   | Rika Hiraki       | Julie Pullin Lorna Woodroffe           | 6–0, 7–6                |
| Guanyadora | 25.  | 15 de juliol de 2001   | College Park, Estats Units       | Pista dura   | Lisa McShea       | Dawn Buth Vanessa Webb                 | 6–1, 6–4                |
| Guanyadora | 26.  | 22 de juliol de 2001   | Mahwah, Estats Units             | Pista dura   | Lisa McShea       | Dawn Buth Vanessa Webb                 | 6–1, 3–6, 6–2           |
| Guanyadora | 27.  | 5 d'agost de 2001      | Lexington, Estats Units          | Pista dura   | Lisa McShea       | Julie Ditty Milagros Sequera           | 6–0, 6–4                |
| Finalista  | 28.  | 30 de setembre de 2001 | Albuquerque, Estats Units        | Pista dura   | Lisa McShea       | Marissa Irvin Katie Schlukebir         | 4–6, 6–1, 4–6           |
| Guanyadora | 29.  | 14 d'octubre de 2001   | Saga, Japó                       | Herba        | Rika Hiraki       | Shiho Hisamatsu Maiko Inoue            | 6–0, 6–1                |
| Guanyadora | 30.  | 28 d'octubre de 2001   | Dallas, Estats Units             | Pista dura   | Rika Hiraki       | Irina Selyutina Nannie de Villiers     | 7–6, 6–2                |
| Finalista  | 31.  | 12 de novembre de 2001 | Hattiesburg, Estats Units        | Pista dura   | Rika Hiraki       | Alina Jidkova Abigail Spears           | 3–6, 1–6                |
| Finalista  | 32.  | 26 de novembre de 2002 | Minneapolis, Estats Units        | Pista dura   | Rika Hiraki       | Shinobu Asagoe Els Callens             | 6–7, 6–7                |
| Guanyadora | 33.  | 14 d'abril de 2002     | Naples, Estats Units             | Terra batuda | Rika Hiraki       | Gisela Dulko Vera Zvonareva            | 7–5, 4–6, 7–5           |
| Finalista  | 34.  | 21 de juliol de 2002   | Oyster Bay, Estats Units         | Pista dura   | Irina Selyutina   | Jennifer Embry Jessica Lehnhoff        | 6–4, 4–6, 3–6           |
| Guanyadora | 35.  | 28 de juliol de 2002   | Louisville, Estats Units         | Pista dura   | Irina Selyutina   | Miho Saeki Renata Voráčová             | 5–7, 6–1, 7–5           |
| Guanyadora | 36.  | 3 d'agost de 2002      | Lexington, Estats Units          | Pista dura   | Irina Selyutina   | Rachel McQuillan Lisa McShea           | 6–7, 6–2, 7–5           |
| Finalista  | 37.  | 18 d'agost de 2002     | The Bronx, Estats Units          | Pista dura   | Shinobu Asagoe    | Maret Ani Flavia Pennetta              | 4–6, 1–6                |
| Guanyadora | 38.  | 27 d'octubre de 2002   | Frisco, Estats Units             | Pista dura   | Brie Rippner      | Teryn Ashley Abigail Spears            | 4–6, 6–4, 6–1           |
| Finalista  | 39.  | 10 de novembre de 2002 | Pittsburgh, Estats Units         | Pista dura   | Milagros Sequera  | Amy Frazier Jennifer Russell           | 4–6, 2–6                |
| Guanyadora | 40.  | 17 de novembre de 2002 | Eugene, Estats Units             | Pista dura   | Milagros Sequera  | Evgenia Kulikovskaya Elena Tatarkova   | 3–6, 6–2, 6–4           |
| Finalista  | 41.  | 27 d'abril de 2003     | Gifu, Japó                       | Herba        | Shinobu Asagoe    | Rika Fujiwara Saori Obata              | 6–1, 5–7, 3–6           |
| Guanyadora | 42.  | 6 de maig de 2003      | Fukuoka, Japó                    | Terra batuda | Līga Dekmeijere   | Saori Obata Rika Fujiwara              | 6–2, 2–6, 6–4           |
| Guanyadora | 43.  | 8 de juny de 2003      | Surbiton, Regne Unit             | Herba        | Shinobu Asagoe    | Bethanie Mattek-Sands Lilia Osterloh   | 7–6, 3–6, 6–4           |
| Finalista  | 44.  | 4 de juliol de 2004    | Los Gatos, Estats Units          | Pista dura   | Lilia Osterloh    | Sofia Arvidsson İpek Şenoğlu           | 1–6, 6–2, 4–6           |
| Finalista  | 45.  | 24 d'octubre de 2004   | Cary, Estats Units               | Terra batuda | Maureen Drake     | Ruxandra Dragomir Samantha Reeves      | 6–4, 3–6, 3–6           |
| Guanyadora | 46.  | 30 de novembre de 2004 | Palm Beach Gardens, Estats Units | Terra batuda | Līga Dekmeijere   | Kelly McCain Kaysie Smashey            | 6–3, 6–2                |